# Giải Cánh diều cho quay phim xuất sắc

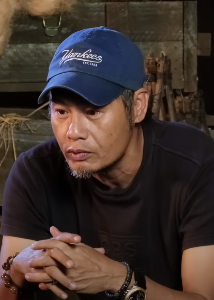
Nghệ sĩ ưu tú Nguyễn K'Linh

Giải Cánh diều cho quay phim xuất sắc là một giải nằm trong một số hạng mục chính của giải thường điện ảnh thường niên Giải Cánh diều. Giải Cánh diều trước đây có tên gọi cũ là Giải thưởng Hội Điện ảnh Việt Nam, giải quay phim xuất sắc bắt đầu được trao từ năm 2005 với các đề cử hạng mục Phim truyện nhựa hay Phim điện ảnh.
Giải Quay phim xuắt sắc được bổ sung vào hạng mục Phim tuyền hình từ năm 2017 và trong hai hạng mục phim tài liệu và phim khoa học từ năm 2018.

## Danh sách nhận giải

### Thập niên 2000
| Năm              | Hạng mục             | Người thắng giải                 | Phim               | Chú thích |
| ---------------- | -------------------- | -------------------------------- | ------------------ | --------- |
| (Lần thứ 3) 2005 | Phim truyện điện ảnh | Trần Hùng (1)                    | Thời xa vắng       | [ 2 ]     |
| (Lần thứ 4) 2006 | Phim truyện điện ảnh | Trần Hùng (2) Cordelia Beresford | Chuyện của Pao     | [ 3 ]     |
| (Lần thứ 5) 2007 | Phim truyện điện ảnh | Trinh Hoan - Nguyễn Tranh        | Áo lụa Hà Đông     | [ 4 ]     |
| (Lần thứ 6) 2008 | Phim truyện điện ảnh | Park Jae Hong                    | Mười               | [ 5 ]     |
| (Lần thứ 7) 2009 | Phim truyện điện ảnh | Nguyễn K'Linh (1)                | Huyền thoại bất tử | [ 6 ]     |

### Thập niên 2010
| Năm               | Hạng mục             | Người thắng giải                            | Phim                                  | Chú thích |
| ----------------- | -------------------- | ------------------------------------------- | ------------------------------------- | --------- |
| (Lần thứ 8) 2010  | Phim truyện điện ảnh | Lý Thái Dũng (1)                            | Chơi vơi                              | [ 7 ]     |
| (Lần thứ 9) 2011  | Phim truyện điện ảnh | Hoàng Dũng                                  | Vũ điệu đam mê                        | [ 8 ]     |
| (Lần thứ 10) 2012 | Phim truyện điện ảnh | Phạm Thanh Hà                               | Mùi cỏ cháy                           | [ 9 ]     |
| (Lần thứ 11) 2013 | Phim truyện điện ảnh | K'Linh (2)                                  | Thiên mệnh anh hùng                   | [ 10 ]    |
| (Lần thứ 12) 2014 | Phim truyện điện ảnh | Trang Công Minh                             | Thần tượng                            | [ 11 ]    |
| (Lần thứ 13) 2015 | Phim truyện điện ảnh | Lý Thái Dũng (2)                            | Sống cùng lịch sử và Thầu Chín ở Xiêm | [ 12 ]    |
| (Lần thứ 14) 2016 | Phim truyện điện ảnh | K'Linh (3)                                  | Tôi thấy hoa vàng trên cỏ xanh        | [ 13 ]    |
| (Lần thứ 15) 2017 | Phim truyện điện ảnh | Bob Nguyễn (1)                              | Sút                                   | [ 14 ]    |
| (Lần thứ 15) 2017 | Phim tuyền hình      | Nguyễn Hoàng Phương, Trần Kim Vũ (1)        | Zippo, mù tạt và em                   | [ 14 ]    |
| (Lần thứ 16) 2018 | Phim truyện điện ảnh | Lý Thái Dũng (3)                            | Đảo của dân ngụ cư                    | [ 15 ]    |
| (Lần thứ 16) 2018 | Phim tuyền hình      | Hoàng Tích Thiện                            | Thương nhớ ở ai                       | [ 15 ]    |
| (Lần thứ 16) 2018 | Phim tài liệu        | Huỳnh Bá Phúc – Xuân Truyền                 | Đời cỏ                                | [ 1 ]     |
| (Lần thứ 16) 2018 | Phim khoa học        | Không trao giải                             | Không trao giải                       | [ 1 ]     |
| (Lần thứ 17) 2019 | Phim truyện điện ảnh | Bob Nguyễn (2)                              | Song Lang                             | [ 16 ]    |
| (Lần thứ 17) 2019 | Phim tuyền hình      | Nguyễn Khắc Huy                             | Mộng phù hoa                          | [ 16 ]    |
| (Lần thứ 17) 2019 | Phim tài liệu        | Triệu Văn Đô, Cao Xuân Ca, NSƯT Vũ Hoài Nam | Những cư dân của tự nhiên             | [ 16 ]    |
| (Lần thứ 17) 2019 | Phim khoa học        | Huỳnh Sỹ Cường, Phan Thanh Hùng             | Những kẻ mộng mơ                      | [ 17 ]    |

### Thập niên 2020
| Năm               | Hạng mục             | Người thắng giải                                      | Phim                              | Chú thích     |
| ----------------- | -------------------- | ----------------------------------------------------- | --------------------------------- | ------------- |
| (Lần thứ 18) 2020 | Phim truyện điện ảnh | Võ Thanh Tiền                                         | Hạnh phúc của mẹ                  | [ 18 ]        |
| (Lần thứ 18) 2020 | Phim tuyền hình      | Dương Tuấn Anh, Nguyễn Mạnh Hùng                      | Mê cung                           | [ 18 ]        |
| (Lần thứ 18) 2020 | Phim tài liệu        | Trần Xuân Chung                                       | Hành trình thư pháp Việt          | [ 18 ]        |
| (Lần thứ 18) 2020 | Phim khoa học        | Không trao giải                                       | Không trao giải                   | [ 19 ]        |
| (Lần thứ 19) 2021 | Phim truyện điện ảnh | Diệp Thế Vinh                                         | Bố già                            | [ 20 ]        |
| (Lần thứ 19) 2021 | Phim truyền hình     | Trần Kim Vũ (2)                                       | Cát đỏ                            | [ 21 ]        |
| (Lần thứ 19) 2021 | Phim tài liệu        | Tạ Đức Nguyên                                         | Những ngả đường sáng tối          | [ 21 ]        |
| (Lần thứ 19) 2021 | Phim khoa học        | Nguyễn Tài Việt (1), Chu Văn Vui (1), Dương Văn Thuân | Phải sống                         | [ 21 ]        |
| (Lần thứ 20) 2022 | Phim truyện điện ảnh | Nguyễn Khắc Nhật, Dominic Pereira                     | Đêm tối rực rỡ!                   | [ 22 ] [ 23 ] |
| (Lần thứ 20) 2022 | Phim tuyền hình      | Vũ Trung Kiên                                         | Hãy nói lời yêu và Mặt nạ gương   | [ 22 ] [ 23 ] |
| (Lần thứ 20) 2022 | Phim tài liệu        | Kiều Viết Phong                                       | Ngày con chào đời                 | [ 22 ] [ 23 ] |
| (Lần thứ 20) 2022 | Phim khoa học        | Chu Văn Vui (2), Nguyễn Tài Vũ, Lê Công Anh           | Sự cân bằng hoàn hảo của đôi cánh | [ 22 ] [ 23 ] |
| (Lần thứ 21) 2023 | Phim truyện điện ảnh | Nguyễn K'Linh (4)                                     | Tro tàn rực rỡ                    | [ 24 ] [ 25 ] |
| (Lần thứ 21) 2023 | Phim tuyền hình      | Trần Kim Vũ (3)                                       | Anh có phải đàn ông không         | [ 24 ] [ 25 ] |
| (Lần thứ 21) 2023 | Phim tài liệu        | Nguyễn Quang Tuấn                                     | Mắt bão                           | [ 24 ] [ 25 ] |
| (Lần thứ 21) 2023 | Phim khoa học        | Vũ Trọng Quảng, Nguyễn Ngọc Sơn, Nguyễn Bảo Khánh     | Sinh tồn                          | [ 24 ] [ 25 ] |
| (Lần thứ 22) 2024 | Phim truyện điện ảnh | Tùng Bùi                                              | Móng vuốt                         | [ 26 ]        |
| (Lần thứ 22) 2024 | Phim tuyền hình      | Nghiêm Bá Hoài                                        | Chúng ta của 8 năm sau            | [ 26 ]        |
| (Lần thứ 22) 2024 | Phim tài liệu        | Nguyễn Nam Quốc                                       | Lên đỉnh Phja Khao                | [ 26 ]        |
| (Lần thứ 22) 2024 | Phim khoa học        | Nguyễn Tài Văn, Nguyễn Đình Hoàn, Nguyễn Tài Việt (2) | Vì sao Sơn Đoòng                  | [ 26 ]        |